# 莫哈維牧場莊園 (亞利桑那州)
莫哈維牧場莊園（英語：Mojave Ranch Estates）是位於美國亞利桑那州莫哈維縣的一個人口普查指定地區。根據2010年美國人口普查，該地共人口500人，而該地的面積約為1.94平方千米。

## 地理
莫哈維牧場莊園的座標為34°56′59″N 114°35′37″W / 34.94972°N 114.59361°W，而該地最高點為海拔高度144米（即473英尺）。